# Kilian Breier
Kilian Breier (* 8. Juli 1931 in Saarbrücken; † 14. April 2011 in Hamburg) war ein deutscher Fotograf, der seit den 1950er Jahren wichtige Impulse im Bereich der konkreten Fotografie lieferte.

## Biografie
Kilian Breier absolvierte von 1952 bis 1953 ein Studium der freien Malerei an der Ecole des Beaux-Arts in Paris und von 1953 bis 1955 ein Studium der Fotografik an der Staatlichen Schule für Kunst und Handwerk in Saarbrücken bei Hannes Neuner und Otto Steinert. Von 1959 bis 1962 war er Mitglied der Neuen Gruppe Saar, von 1961 bis 1966 Dozent an der Werkkunstschule in Darmstadt. 1966 wurde er als Professor für Fotografie an die Hochschule für bildende Künste Hamburg berufen und war dort von 1968 bis 1999 am Institut für Visuelle Kommunikation tätig. Ab 1972 stand die Medienarbeit im Fachbereich Visuelle Kommunikation der HfBK in Hamburg im Zentrum seiner Arbeit, hierbei entstanden Projekte im Selbstverlag „material“ der Hamburger Hochschule. Breier war seit 1966 Mitglied in der Deutschen Gesellschaft für Photographie und der Gesellschaft Deutscher Lichtbildner. Kilian Breier lebte bis zu seinem Tod 2011 in Hamburg.

## Werk
Breiers fotografische Arbeiten bewegten sich im Kontext der bildenden Kunst, immer auf der Suche nach den spezifischen Mitteln der Fotografie. Das Material in seinen Eigenschaften sollte für sich sprechen, die Eingriffe des Gestalters dabei offengelegt werden. In den Ergebnissen ergaben sich Ende der 1950er Jahre Verbindungen zu anderen Künstlern aus der Konkreten Kunst. Breier wurde schließlich 1960 von Otto Piene und Heinz Mack zur Teilnahme an der letzten Katalogproduktion der Gruppe Zero zur Ausstellung „Zero 3“ in Mailand eingeladen.
Der fotografische Gegenstand, das Motiv, wurde bei Breiers Suche nach den Grundlagen der Gestaltung im Labor zunehmend überflüssig. Ein wesentlicher Antrieb Breiers war es, bis hin zu den Arbeiten in den 1990er Jahren, auf den „Nullpunkt“ der Gestaltung zurückzugehen. In seinen „Lichtnutzen“ aus den 1980er Jahren setzte Breier Fotopapier dem normalen Tageslicht oder Bürolicht aus, um in langsamen „Oxydationen“ die Licht-Verschwärzung des Papiers zu akkumulieren.

## Ausstellungen (Auswahl)
- 1954 Saarländischer Künstlerbund, Saarland Museum, Saarbrücken
- 1957 Abstraktes, Konkretes, Kunsthalle Darmstadt
- 1960 ungegenständliche Fotografie, Gewerbemuseum, Basel
- 1960 Ausstellung der Zero-Gruppe, Taiwan
- 1962 Nouvelles voies de la photographie, Musée de l’Etat, Luxemburg
- 1964 Ausstellung Zero, Stedelijk Museum, Amsterdam
- 1966 Konfrontation 1966, Galerie Heide Hildebrand, Klagenfurth
- 1975 Fotografie 1929 – 1975, Württembergischer Kunstverein, Stuttgart
- 1983 Fotogramme – die lichtreichen Schatten, Fotomuseum im Münchener Stadtmuseum
- 1987 Fotografische Arbeiten 1953-1986, Galerie St. Johann, Saarbrücken (Katalog)
- 1989 „Neue Arbeiten“, Fotoforum Bremen
- 1991 Saarland Museum, Saarbrücken (Katalog)
- 1992 Kilian Breier, Fotografik 1953-1990, Museum für Kunst und Gewerbe Hamburg (Katalog)
- 2011 Runge Heute. Konstruierte Empfindung-Beobachtbare Zeit, Kunsthaus Hamburg